# Wonder Boy in Monster World
Wonder Boy in Monster World (jap. ワンダーボーイV モンスターワールドIII Wonder Boy V: Monster World III) ist ein vom Entwicklerstudio Sega für Sega Mega Drive, Sega Master System und PC Engine entwickeltes Action-Rollenspiel. Es ist ein Teil der Wonder-Boy-Reihe.

## Spielprinzip
Man steuert im Spiel Shion, der Monster World vor dem bösen BioMeka retten will. Die Steuerung erfolgt wie bei einem normalen Plattformspiel: Laufen, springen, ducken und Feinde töten. Das Spiel ist voller Abenteuerelemente wie Gespräche mit Stadtbewohnern, Sammeln von Geld zum Kauf von Gegenständen. Auch gibt es im Spiel ein kleines Levelsystem, um Angriffs- und Verteidigungswerte sowie die Lebensenergie zu steigern. Auch geht es wieder darum, möglichst viel Gold zu sammeln, um dieses in bessere Ausrüstung, Schwerter, Speere, Schilde und Rüstungen, zu investieren.
Die Mega Drive-Version des Spiels führte eine Speicherfunktion für einen Slot ein, um den Fortschritt in Gasthäusern in der gesamten Spielwelt zu speichern. 1993 wurde das Spiel für das Master-System konvertiert. Diese Version bot weniger und kürzere Levelabschnitte und keine Batterie, aber ein Passwortsystem das mit 40 Stellen allerdings übertrieben kompliziert war.

## Veröffentlichung
Wonder Boy in Monster World erschien in Japan am 25. Oktober 1991 für den Sega Mega Drive. In den Vereinigten Staaten kam das Spiel Februar 1992 raus und in Europa April 1992. Die Master-System-Version erschien 1993 nur in Europa. Tec-Toy veröffentlichte in Südamerika das Spiel unter dem Titel Turma da Mônica na Terra Dos Monstros und Hudson brachte unter dem Namen The Dynastic Hero eine um animierte Zwischensequenzen erweiterte Version für das TurboGrafx CD heraus. 2007 erschien das Spiel weltweit für die Nintendo Wii Virtual Console.

## Rezeption
Das Spiel erhielt überwiegend positive Kritiken. Electronic Gaming Monthly bewertete die PC-Engine-Version mit 7,2 von 10 Punkten und lobte die Musik, die Grafik und die enorme Umfang des Spiels. GamePro war weniger beeindruckt vom Spiel und kritisierte, dass das die Benutzung der Gegenstände vom Spiel komplex sei, lobte aber die Betonung des Spiels auf Action.